# 福岡成忠
福岡 成忠(ふくおか しげただ、1918年3月14日 - 2004年9月7日）は、日本の経営者。ニコン社長を務めた。東京都出身。

## 経歴
武蔵高等学校を経て、1940年に東京帝国大学工学部造兵学科を卒業し、同年に日本光学工業(のちのニコン)に入社。同年9月に海軍に技術大尉として入隊し、1943年1月に復帰。1973年5月に取締役に就任し、1977年6月に常務を経て、1979年6月に副社長に就任し、1983年6月には社長に昇格。1989年6月に会長に就任し、1993年6月に相談役を経て、2000年6月から特別顧問を務めた。
1988年4月に勲三等旭日中綬章を受章した。
2004年9月7日心不全のために死去。86歳没。